# Panurginus emarginatus
Panurginus emarginatus är en biart som beskrevs av Michener 1935. Panurginus emarginatus ingår i släktet bergsbin, och familjen grävbin. Inga underarter finns listade i Catalogue of Life.